# Corinne Gruffaz
Pour les articles homonymes, voir Gruffaz.
Corinne Gruffaz est une athlète française, née le 13 juillet 1973, adepte de la course d'ultrafond et championne de France des 24 heures en 2019 et 2020.

## Biographie
Corinne Gruffaz est championne de France des 24 heures de Brive en 2019 et des 24 heures du Quai du Cher à Vierzon en 2020. Elle est qualifiée pour les championnats du monde des 24 heures d'Albi en 2020,,, mais la course est annulée à cause de la maladie à coronavirus 2019,.

## Records personnels
Statistiques de Corinne Gruffaz d'après la Fédération française d'athlétisme (FFA) et la Deutsche Ultramarathon-Vereinigung (DUV) :
- Marathon : 3 h 23 min 20 s au marathon d'Annecy en 2007[8]
- 24 heures route : 232,246 km aux championnats de France des 24 h du Quai du Cher à Vierzon en 2020